# Championnats d'Europe de curling

Terrains de curling

Les championnats d'Europe de curling sont une compétition annuelle qui réunit les meilleurs curleurs d'Europe. Depuis 2005, les championnats féminin et masculin sont disputés aux mêmes dates et au même endroit.

## Histoire
Les championnats existent depuis 2004 pour les hommes et 2004 pour les femmes.

## Déroulement de la compétition
Le premier tour est un round robin où les dix pays jouent chacun 9 matchs ; à l'issue des 9 matchs, les deux premiers se qualifient pour les demi-finales, les 7 premiers se qualifient pour la Coupe du monde.

Les deux derniers dont relégués dans le groupe B et sont remplacés par les deux premiers du groupe B et le huitième joue un match de barrage contre le vainqueur du groupe B pour aller en coupe du monde.

## Tableaux des médailles
| Rang | Nation    | Or | Argent | Bronze | Total |
| ---- | --------- | -- | ------ | ------ | ----- |
| 1    | Écosse    | 16 | 7      | 8      | 31    |
| 2    | Suède     | 12 | 16     | 5      | 33    |
| 3    | Suisse    | 8  | 7      | 12     | 27    |
| 4    | Allemagne | 6  | 1      | 3      | 10    |
| 5    | Norvège   | 5  | 12     | 11     | 28    |
| 6    | Finlande  | 1  | 0      | 2      | 3     |
| 7    | Danemark  | 0  | 5      | 5      | 10    |
| 8    | Italie    | 0  | 0      | 4      | 4     |
| 9    | Tchéquie  | 0  | 0      | 1      | 1     |

| Rang | Nation     | Or | Argent | Bronze | Total |
| ---- | ---------- | -- | ------ | ------ | ----- |
| 1    | Suède      | 21 | 12     | 4      | 37    |
| 2    | Allemagne  | 8  | 1      | 6      | 15    |
| 3    | Suisse     | 7  | 11     | 13     | 31    |
| 4    | Écosse     | 4  | 12     | 8      | 24    |
| 5    | Russie     | 4  | 1      | 1      | 6     |
| 6    | Norvège    | 2  | 4      | 8      | 14    |
| 7    | Danemark   | 2  | 3      | 8      | 13    |
| 8    | Italie     | 0  | 3      | 1      | 4     |
| 9    | France     | 0  | 1      | 0      | 1     |
| 10   | Angleterre | 0  | 0      | 1      | 1     |
| 10   | Finlande   | 0  | 0      | 1      | 1     |

## Palmarès
| Année | Lieu                              | Champion  | Finaliste | Troisième |
| ----- | --------------------------------- | --------- | --------- | --------- |
| 2004  | Sofia, Bulgarie                   | Allemagne | Suède     | Norvège   |
| 2005  | Garmisch-Partenkirchen, Allemagne | Norvège   | Suède     | Écosse    |
| 2006  | Bâle, Suisse                      | Suisse    | Écosse    | Suède     |
| 2007  | Füssen, Allemagne                 | Écosse    | Norvège   | Danemark  |
| 2008  | Örnsköldsvik, Suède               | Écosse    | Norvège   | Allemagne |
| 2009  | Aberdeen, Écosse                  | Suède     | Suisse    | Norvège   |
| 2010  | Champéry, Suisse                  | Norvège   | Danemark  | Suisse    |
| 2011  | Moscou, Russie                    | Norvège   | Suède     | Danemark  |
| 2012  | Karlstad, Suède                   | Suède     | Norvège   | Tchéquie  |
| 2013  | Stavanger, Norvège                | Suisse    | Norvège   | Écosse    |
| 2014  | Champéry, Suisse                  | Suède     | Norvège   | Suisse    |
| 2015  | Esbjerg, Danemark                 | Suède     | Suisse    | Norvège   |
| 2016  | Glasgow, Écosse                   | Suède     | Norvège   | Suisse    |
| 2017  | Saint-Gall, Suisse                | Suède     | Écosse    | Suisse    |
| 2018  | Tallinn, Estonie                  | Écosse    | Suède     | Italie    |
| 2019  | Helsingborg, Suède                | Suède     | Suisse    | Écosse    |
| 2021  | Lillehammer, Norvège              | Écosse    | Suède     | Italie    |
| 2022  | Östersund, Suède                  | Écosse    | Suisse    | Italie    |
| 2023  | Aberdeen, Écosse                  | Écosse    | Suède     | Suisse    |

| Année | Lieu                              | Champion  | Finaliste | Troisième |
| ----- | --------------------------------- | --------- | --------- | --------- |
| 2004  | Sofia, Bulgarie                   | Suède     | Suisse    | Norvège   |
| 2005  | Garmisch-Partenkirchen, Allemagne | Suède     | Suisse    | Danemark  |
| 2006  | Bâle, Suisse                      | Russie    | Italie    | Suisse    |
| 2007  | Füssen, Allemagne                 | Suède     | Écosse    | Danemark  |
| 2008  | Örnsköldsvik, Suède               | Suisse    | Suède     | Danemark  |
| 2009  | Aberdeen, Écosse                  | Allemagne | Suisse    | Danemark  |
| 2010  | Champéry, Suisse                  | Suède     | Écosse    | Suisse    |
| 2011  | Moscou, Russie                    | Écosse    | Suède     | Russie    |
| 2012  | Karlstad, Suède                   | Russie    | Écosse    | Suède     |
| 2013  | Stavanger, Norvège                | Suède     | Écosse    | Suisse    |
| 2014  | Champéry, Suisse                  | Suisse    | Russie    | Écosse    |
| 2015  | Esbjerg, Danemark                 | Russie    | Écosse    | Finlande  |
| 2016  | Glasgow, Écosse                   | Russie    | Suède     | Écosse    |
| 2017  | Saint-Gall, Suisse                | Écosse    | Suède     | Italie    |
| 2018  | Tallinn, Estonie                  | Suède     | Suisse    | Allemagne |
| 2019  | Helsingborg, Suède                | Suède     | Écosse    | Suisse    |
| 2021  | Lillehammer, Norvège              | Écosse    | Suède     | Allemagne |
| 2022  | Östersund, Suède                  | Danemark  | Suisse    | Écosse    |
| 2023  | Aberdeen, Écosse                  | Suisse    | Italie    | Norvège   |

| Année | Lieu                         | Champion       | Finaliste          | Troisième  |
| ----- | ---------------------------- | -------------- | ------------------ | ---------- |
| 2005  | Andorre-la-Vieille , Andorre | Finlande       | Suède              | Allemagne  |
| 2006  | Claut, Italie                | Écosse         | Italie             |            |
| 2007  | Madrid, Espagne              | Pays de Galles | Danemark           | Allemagne  |
| 2008  | Kitzbühel, Autriche          | Allemagne      | République tchèque | Suède      |
| 2009  | Prague, République tchèque   | Écosse         | Danemark           | Angleterre |
| 2010  | Howwood, Écosse              | Écosse         | Suisse             | Allemagne  |
| 2011  | Copenhague, Danemark         | Suisse         | Allemagne          | Tchéquie   |
| 2012  | Erzurum, Turquie             | Écosse         | Suède              | Finlande   |
| 2013  | Édimbourg, Écosse            | Allemagne      | Écosse             | Hongrie    |
| 2014  | Copenhague, Danemark         | Suède          | Norvège            | Suisse     |